# Baudouin de Toulouse

Selon lHistoria Abligensis, il portait les mêmes armoiries que son frère.

Baudouin de Toulouse, né vers 1165, exécuté en 1214, est le dernier fils de Raymond V, comte de Toulouse, et de Constance de France.
Il avait passé sa jeunesse avec sa mère, qui était retournée à la cour de France après s'être séparée de son père. Ce n'est qu'à la mort de son père en 1194, qu'il se rend à Toulouse. Son frère Raymond VI le reçoit mal, craignant de devoir partager l'héritage paternel, et va jusqu'à contester sa naissance. Mais l'attitude conciliante de Baudouin finit par arranger les choses, et Raymond lui donne Bruniquel en fief, et l'institue tuteur de son fils dans son testament.
Au début de l'année 1211, Raymond lui confie le château de Montferrand à défendre contre l'armée de Simon IV de Montfort qui dirige la croisade des albigeois. Il repousse les premiers assauts de Simon, malgré de faibles effectifs, mais se rend compte qu'il ne réussira pas à tenir un long siège. Il négocie alors avec Simon, qu'il avait régulièrement rencontré à la Cour, et obtient la reddition du château en échange de la vie sauve pour les habitants et la liberté pour les défenseurs. Cependant, quand il revient à Toulouse, son frère lui reproche violemment d'avoir perdu le château, et Baudouin décide de rejoindre l'armée des croisés. Simon lui donna la garde du château de Saint-Antonin.
Il participe à plusieurs campagnes de Montfort, et particulièrement à la bataille de Muret (12 septembre 1213). Après la bataille, il rentre dans ses possessions dans le Quercy. Deux proches du comte de Toulouse le font prisonnier dans son château de Lolmie, près de Montcuq, et le livrent à Raymond VI qui se trouve à Montauban. Celui-ci le fait pendre comme traître le 17 février 1214. La paix que le pape était en train de négocier dans l'Occitanie empêcha Simon de Montfort de le venger.
Guillaume de Tudèle, l'auteur de la première partie de la Chanson de la Croisade, était à son service.
(Selon la tradition, Baudouin avait épousé Alix, fille et héritière de Sicard V, vicomte de Lautrec, et d'Adélaïde de Béziers, et en a eu une nombreuse postérité : il serait l'ancêtre du comte Henri de Toulouse-Lautrec-Montfa, célèbre peintre ; Mais ce schéma a été entièrement revu par l'historien Philippe Zalmen Ben-Nathan, d'après Michel de Bernis au XVe siècle : cf. l'article Lautrec, et le site MedLands).